# Mount McCoy
Mount McCoy är ett berg i Antarktis. Det ligger i Västantarktis. Inget land gör anspråk på området. Toppen på Mount McCoy är 847 meter över havet, eller 284 meter över den omgivande terrängen. Bredden vid basen är 3,8 km.
Terrängen runt Mount McCoy är kuperad norrut, men söderut är den platt. Trakten är obefolkad. Det finns inga samhällen i närheten.